# ジョン・バーコウ
ジョン・サイモン・バーコウ（英語: John Simon Bercow、1963年1月19日 - ）は、イギリスの政治家。元庶民院議長である。エセックス大学総長、ベッドフォードシャー大学総長を務め、庶民院議長在職中はイギリス青年議会議長を兼ねていた。

## 生い立ち
1963年1月19日にロンドンのエッジウェアで、ブレンダ・バーコウとチャールズ・バーコウの息子として誕生した。バーコウは、1985年にエセックス大学で第一級優等学位を取得して卒業した。大学の教授であるアンソニー・キングは、バーコウについて「彼がここの学生だったとき、彼は非常に右翼で反抗的だったが、優秀な学生だった」と評している。
バーコウは、若いうちから右翼団体コンサバティブ・マンデー・クラブに所属する活動家であった。彼は1981年に移民の「本国送還」プログラムを要求するマニフェストを掲げてクラブの全国執行委員に立候補し、移民送還委員会の書記になった。20歳で周囲との意見の相違を理由にクラブを去り、その後はクラブに参加したのは「まったく愚か (utter madness)」で、当時の主張も「まぬけ (bone head)」だったと述べている。

## 経歴

### 政治家となる前
エセックス大学を卒業後、1986年から1987年にかけて保守学生連盟（FCS）の全国議長を務めた。
その後、マーチャントバンキングに夢中になったバーコウは、1988年にロビー会社ローランド・サリングベリー・ケーシーに入社した。5年後には取締役に就任し、リーダーシップ研究所の学生に講義を行っていた。

### 政界へ
1986年、バーコウはランベス・ロンドン自治区でセント・レナード行政区を代表してロンドン議会議員に選出され、4年間務めた。

### イギリス議会へ

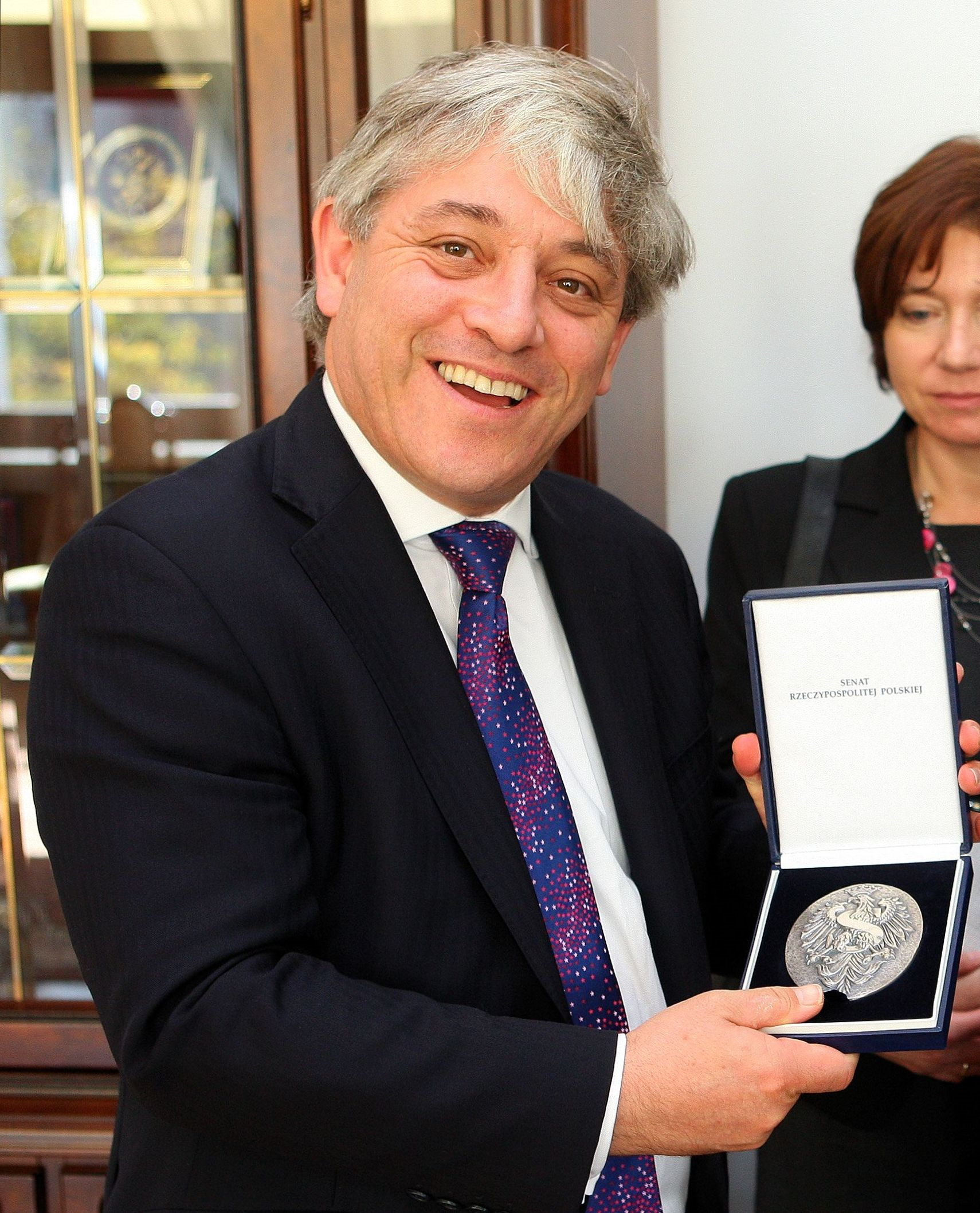
2010年、ポーランドでのバーコウ

バーコウは、1987年イギリス総選挙でマザーウェル・サウス選挙区から、1992年イギリス総選挙ではブリストル・サウス選挙区から出馬していずれも落選した後、1997年イギリス総選挙でバッキンガム選挙区から出馬して当選、庶民院議員となった。この際、バッキンガム選挙区の候補者選考会に出席するために、1000ポンドでヘリコプターをチャーターした。バッキンガム選挙区は保守党の強固な牙城であり、当選確実な選挙区からの出馬を確保するためであった。後に「かつて出費した中で最も意義ある1000ポンド」だったと語っている。その後、2001年イギリス総選挙と2005年イギリス総選挙でも再選を果たした。
議員となったバーコウは、1999年6月に影の内閣の教育・雇用省スポークスマン、2000年7月には影の内閣の内務省スポークスマンとなった。2001年9月には保守党党首イアン・ダンカン・スミスにより影の内閣の大蔵首席政務次官 (Chief Secretary to the Treasury) に抜擢され、2002年7月まで同職を務めた。さらに2002年7月には影の内閣の労働・年金大臣に任命された。この際、バーコウは「この地位に至れるほど無情だったとは思っていない」と発言している。
2002年11月、労働党政府が未婚のカップル（同性・異性問わず）に子供の養子縁組を認める養子縁組法案を提出すると、保守党党首イアン・ダンカン・スミスは自由投票を認めず反対票を投じるよう党議拘束をかけた。しかしバーコウは自由投票であるべきだと主張して、党議拘束に造反して賛成票を投じ、影の内閣から解任された。
2003年11月、新たに保守党党首となったマイケル・ハワードは、バーコウを影の内閣の国際開発担当大臣に任命した。しかし、税金・移民・イラク問題をめぐってハワードと衝突し、2004年9月に再び解任されている。一方、バーコウは旧植民地のミャンマーに関心を寄せ続けており、ミャンマーの民主化やロヒンギャの虐殺問題を頻繁に取り上げている。また、2006年にはトーリー改革グループの後援人となっている。
バーコウは、部族民に対する議会及び国民の意識を高めることを目的として設立され、30人以上の超党派の庶民院議員を擁する「部族民のための議員連盟」の会計を務めた。この議員連盟はILO条約169号「1989年原住民及び種族民条約」の批准を求めていたが、2024年現在に至るまでイギリスは批准していない。
この他、2010年にはレズビアン・ゲイ及びバイセクシャルの平等に対する支援の功績（特に2002年に党議拘束に反して養子縁組法に賛成したこと）により、ストーンウォール賞を受賞した。ストーンウォールはバーコウに「レズビアン、ゲイおよびバイセクシャルの平等」について100パーセントのスコアを与えている。

#### 離党の噂
2007年6月に、保守党のクエンティン・デイビーズが突如離党して労働党に移籍すると、次はバーコウだという噂が広がった。
この時は労働党に移籍しなかったが、2007年9月にはゴードン・ブラウン労働党政権から、発話・言語・コミュニケーションにおいて支援が必要な子供に関する政府報告へのアドバイザリ就任を求められ受諾している。ただし、これは当時の保守党議長キャロライン・スペルマンも党の同意を得たものであることを認めており、バーコウの息子オリヴァーが自閉症の診断を受けていることから、バーコウ自身が長く関心を寄せている問題であったという背景がある。
なお、後述するように議長引退後の2021年に労働党へ入党している。

#### バーコウ報告
2008年には労働党内閣のエド・ボールズ子ども・学校・家庭相とアラン・ジョンソン保健相から、発話・言語・コミュニケーションの支援（SLCN）が必要な子供と家族についての報告書の作成を依頼された。この報告書を受けて、政府は教育分野においてSLCNの認知度を向上する施策に5200万ポンドを拠出することを約束した。
この報告書ではコミュニケーションの問題が引き起こし得る最悪の結果に注目しており、自己表現できないことへの不満から始まり、学校でいじめをし、または受けたり、就職の見込みが下がり、さらには犯罪に手を染めうることにまで言及している。
中間報告は様々な問題を浮き彫りにした。発話・言語・コミュニケーションは本質的なライフスキルであるのみならず、基本的人権でもあり、問題の早期発見と医療の介入は後に生じうる社会問題を避けるために重要である。一方で、子供や家族には幼いうちから継続的に支援が提供されるべきであるにもかかわらず、現在の治療システムは断続的で、いわば「まだら」である。

#### 経費スキャンダル
2008年度まで、バーコウは本宅から離れて滞在する費用に充てるために「追加費用手当」の最大利用可能額を請求していた。一方で、2007年度と2008年度のバーコウの経費総額は、国会議員の中でもほぼ最低額であった。
2009年経費スキャンダルでは、バーコウがセカンドハウスを複数回に渡って変更していたことが明らかになり、2つの物件の売却に当たって譲渡所得を隠蔽し、課税逃れをした疑いが持たれた。また、納税申告書の作成のために会計士を雇うとして1,000ポンドあまりの経費を申告していた。バーコウは不正行為の疑いを否定したが、歳入・関税庁に対して支払うべきだった可能性のある税金の代わりとして6,508ポンドを支払うことに応じている。
さらに、2014年には庶民院が2010年以前の庶民院議員のすべての経費請求の証拠を破棄したことが明らかになり、バーコウは経費スキャンダルのさらなる隠蔽を図ったという非難に直面することになった。
2015年7月にはわずか0.7マイル (1.1 km)を運転手付きの車で移動したことに172ポンドを請求するなど、経費の使途・金額について再び批判を受けた。納税者団体であるタックスペイヤーズ・アライアンスのキャンペーンディレクター、アンディ・シルベスターは「これは節度なき浪費であり、手配した人がとんでもない判断をしたことを表すものだ」と述べた。

### 慈善活動
バーコウは多くの慈善団体を支援している。彼は筋痛性脳脊髄炎 (慢性疲労症候群)患者の支援に取り組むME協会や、脳腫瘍研究、パッチワーク財団の後援者である。

## 庶民院議長

### 1期目

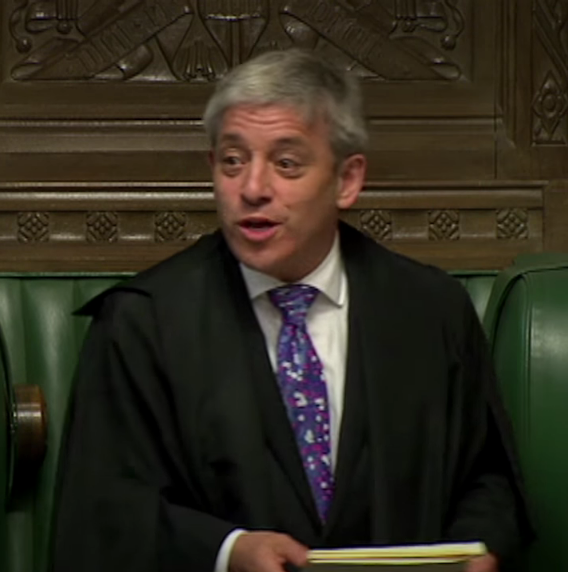
庶民院議長を務めるバーコウ（2012年）

2009年5月20日、マイケル・マーティンの辞任に伴う議長選挙に立候補することを宣言した。6月22日に行われた第1回目の投票では、バーコウが179票を獲得した。これは他のどの候補よりも多かったが、勝利に必要な過半数には達していなかった。その後の第3回投票で322票を獲得し、ジョージ・ヤングを271票差で破り、同日午後10時に女王より第157代議長として承認された。バーコウはユダヤ人として初の議長であり、決選投票で選出された初めての議長でもある。また、就任の際には伝統的な法服を着用しなかった。一方で伝統に従って自分の紋章を議長公邸に掲出している。副議長を経ずに議長となったのは1971年のセルウィン・ロイド以来、史上二人目である。
2009年10月、バーコウはイギリス青年議会の初会期で議長を務めた。その後、2019年に議長を退任するまですべての会期に出席し、英国全土から来る青年議会議員と対話し支援した。

### 2期目
庶民院議長は政党政治の枠外にあり、総選挙で主要政党から対立候補を擁立されることはないのが慣例であったが、2010年イギリス総選挙では、イギリス独立党党首ナイジェル・ファラージがバーコウの対立候補として出馬した。ファラージは「この男は今日の英国政治の誤りのすべてを体現している。経費不正に関与し、事実上何もしない議会を取り仕切っている」とバーコウを痛烈に批判した。また、元無所属議員のマーティン・ベルの支持を取り付けたジョン・スティーブンスも出馬したほか、イギリス国民党およびキリスト教徒党からの反対にも直面した。結果的に選挙では再選されたものの、得票率は半数を切るなど苦戦を強いられた。
バーコウは庶民院議長であるため政党の支持を得られず、選挙支援団体もなかったため、まず「バーコウ議長の友人達 (Friends of Speaker Bercow)」という選挙支援団体を立ち上げ、選挙資金の寄付を募って40,000ポンドを集めようとした。寄付を募る手紙は独立党員にも届き、この独立党員は議会倫理基準コミッショナーに照会して「政治的中立を堅持すべき議長の事務所が選挙資金調達キャンペーンを指揮している」と申し立てた。しかし、コミッショナーは証拠不十分だとして調査着手を拒絶している。
2011年には1911年議会法制定100周年を記念して、主要な政治的人物に関する一連の講義を委嘱された。この「Speaker's Lecture」は、イギリス憲政史上著名な議員の経歴や時事問題など、さまざまなトピックについて多数の講演者を招いて行われた。

### 3期目
バーコウは2015年イギリス総選挙で庶民院議員に再選された。選挙では1,289の無効票があったことが注目され、自身の勝利宣言でも問題として取り上げている。
2015年3月26日、議会にバーコウが総選挙後も議長に留任すべきかどうかを問う秘密投票を行うよう要求する動議が提出されたが、否決された。これは元保守党党首で庶民院院内総務のウィリアム・ヘイグが提出したもので、議会解散直前に反対するであろう野党議員の一部がすでに地元に戻っているタイミングを狙って出された動議だったため、多くの議員はこれをバーコウを追放するための謀略だと考えていた。しかし、バーコウは総選挙後に反対なく庶民院議長に再選された。
2017年2月には、2016年の国民投票で欧州連合への残留を支持したと発言している。
2017年2月6日には庶民院において、アメリカ大統領ドナルド・トランプが英国訪問中に議会で演説することに「強く反対する」と述べ、議員らに「人種差別と性差別への反対は極めて重要な考慮事項である」と説いた。この発言は物議を醸し、翌日には多数の英国紙で話題となったが、ガーディアン紙のコラムニスト オーウェン・ジョーンズ、労働党のジェレミー・コービン党首や自由民主党のティム・ファロン党首は支持を表明した。しかし、保守党のナディム・ザハウィ議員などの反トランプ派からも、議長の中立性を損なう発言であるとして批判され、政府筋からも議長の職分を逸脱しているという声が伝えられた。元文化・メディア・スポーツ相のジョン・ウィッティングデール議員は「売名のために大衆受けを狙ったもの (playing to the gallery for as much publicity as possible)」と断じた。これを受けてバーコウは貴族院議長ファウラー卿に「発言について協議を経なかった」として謝罪している。

### 4期目
2017年イギリス総選挙の後、バーコウは6月13日に議長として全会一致で再選された。

#### 嫌がらせ問題
2018年5月、バーコウの元秘書アンガス・シンクレアが、BBCの番組「ニュースナイト」でバーコウから繰り返し嫌がらせを受けたと主張した。シンクレアは、バーコウは嫌がらせが発覚しないよう、退職時に秘密保持契約への署名を求めたと発言したが、バーコウはこれを否定した。シンクレアの主張は、シンクレアの後任であるケイト・エムズが退職して別の役職に就いたという報道に続いて行われた。エムズの同僚は匿名で「彼女の病気と転職はバーコウによるいじめのせい」と同番組に語っている。
2018年10月、バーコウは何年にも渡って嫌がらせを行い、それを隠していたとして辞任を勧告されたことに対し、議会における嫌がらせやいじめの申し立てを調査するための独立機関を設立することを求めた。2018年10月23日にはバーコウが長を務める「代表性と包摂性に関する庶民院準拠グループ (Commons Reference Group on Representation and Inclusion)」に所属していた保守党議員ウィル・クインス、ミムズ・デイヴィーズ、アン・ミルトンの3人がグループを脱退し、その理由としてバーコウによる議会でのいじめとセクハラの申し立ての処理を挙げた。
2020年1月、バーコウの下で庶民院書記を務めたリスベイン卿は、議会倫理基準コミッショナーに公式の訴状を申し立てた。BBCとタイムズは、この訴状はバーコウがスタッフをいじめていたことを裏付けるものだとした。同月、元黒杖官のデイヴィッド・リーキー中将からも告発された。

#### ブレグジット
2019年1月、バーコウは慣例を破って議会日程に関する修正動議の提出を認めた。元法務長官のドミニク・グリーブ議員が提出した修正動議は、テリーザ・メイ首相の離脱合意案が議会で否決された場合、政府は3日以内に新たな対応策を議会に提出することを求める内容であり、賛成多数で可決された。本来、議会日程に関する修正動議は閣僚しか提出できないのが慣例であり、労働党提案の動議を慣例を破ってまで認めたことに対して、与党・保守党からは「残留派に肩入れしている」と猛反発を受けた。
さらに2019年3月18日には「3月12日に否決された離脱協定案と実質的に同じ内容であれば、3回目の採決にかけることはできない」とする裁定を行った。

### 引退
2018年10月、バーコウは翌年の夏までに議長を退任するつもりであると報道されたが、2019年1月には一転して2022年の議会任期満了まで議長に留まる予定であると報道された。2019年9月9日、バーコウは議会でのブレグジットに関する議論において、10月中に総選挙があった場合はその時点で、なかった場合は10月31日に退任すると表明した。結局、総選挙は10月中に実施されず、12月12日に行われた。
慣例では、庶民院議長は退任と同時に貴族院の議員資格を得る（爵位を持たない場合は叙爵される）ことになっているが、政府はバーコウが議長として公平性を欠いたことを理由に、叙爵を拒否する方針を示した。これは、2019年1月の修正動議や3月の裁定で離脱反対派に肩入れし、政府を苦境に陥れたことへの意趣返しと見られており、バーコウは1761年に退任したアーサー・オンズロー以来初めて叙爵されない元庶民院議長となった。
2019年11月4日、バーコウはサジド・ジャヴィド財務相からノースステッド荘園執事に任命され、これをもって庶民院を去った。
11月6日にバーコウはロンドンの外国特派員協会で会見を開き、「ブレグジットは外交政策における史上最大の誤りであると考えている。これが私の正直な見解だ」と述べた。
2021年6月、バーコウはボリス・ジョンソン首相と保守党を「反動的、ポピュリスト、民族主義的、時には外国人嫌いでさえある」と批判したうえで、最大野党労働党へ入党したと表明した。

## 人物

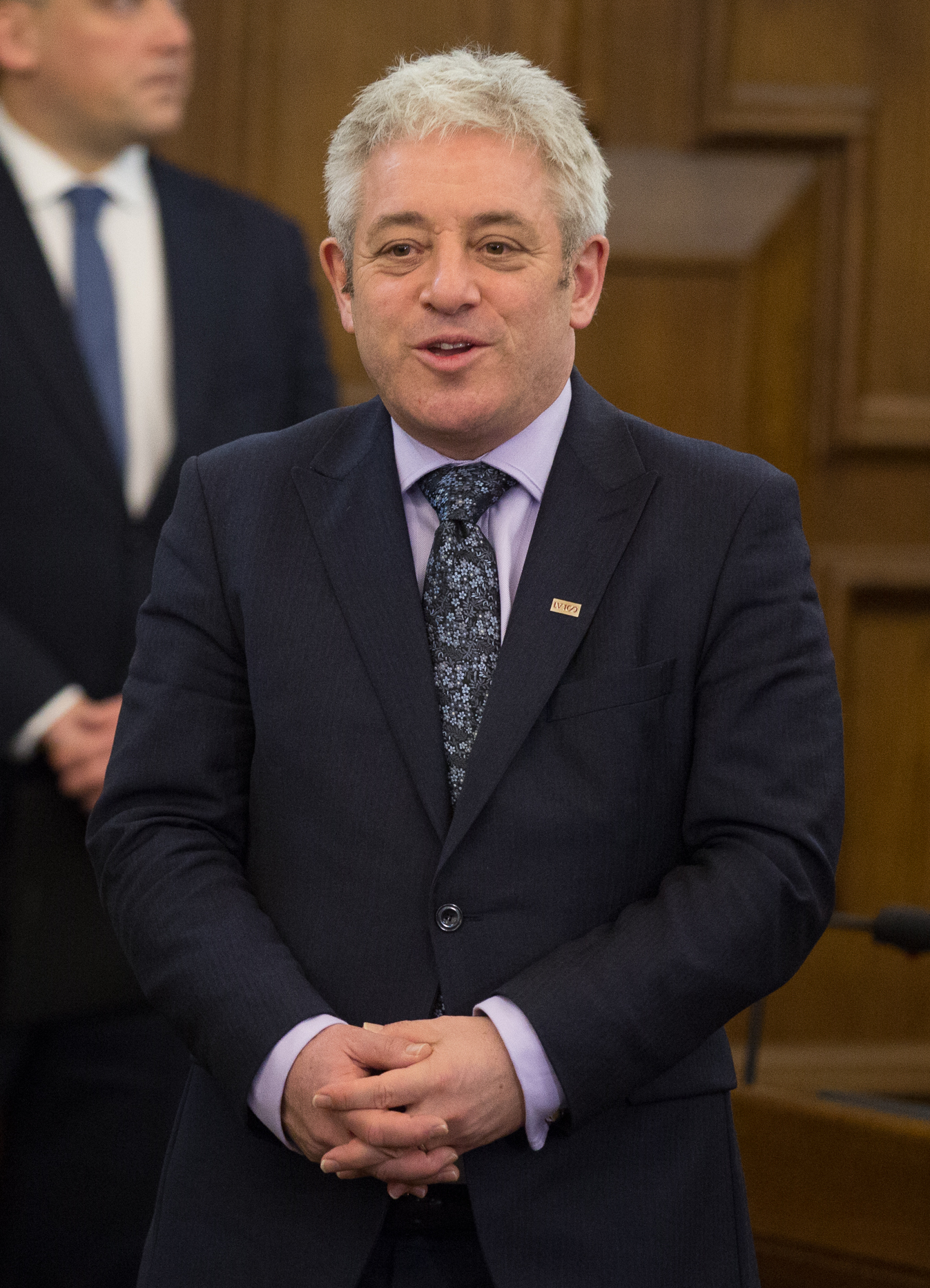
ジョン・バーコウ

2009年に議長に選出される前は保守党の庶民院議員を務めていたが、テリーザ・メイ首相の欧州連合離脱協定案の議会審議において、すでに2度否決されている協定案を「実質的に同じなら、新たな採決を行うことを認めない」と述べたため、中立性を欠いているとして保守党からの強い反発を招いている。
議事進行に当たっては、「バックベンチャー」と呼ばれる本会議場の後方席に座る平議員にも等しく発言機会を与えた一方で、議場内で携帯電話をいじる閣僚達をしばしば叱責するなど、議会の秩序維持に尽力した。議事進行中の野次や規則外の発言を遮って諫める「Order!」（秩序を守れ!、すなわち「静粛に」）を口癖のように多用した。
2017年には、ドナルド・トランプ米大統領が英国を公式訪問する際の議会演説に反対している。
2018年にメイ内閣の閣僚アンドレア・レッドサムを「バカな女」と呼び、保守党から強く批判されたが、労働党の支持を受けて続投している。
妻サリー・バーコウは、その過激で下品な行動で何度か話題になっている。

## 私生活
バーコウは、10年以上の「オンオフ」関係の末、2002年にサリー・イルマンと結婚した。長男のオリバーは自閉症を患っている。
8歳の頃から熱狂的なアーセナルFCファンであり、シーズンチケットを毎年購入して常に息子とともに観戦している。